# Wusterhausener Bär
Der Wusterhausener Bär oder auch Wusterhausische Baer ist ein kleiner Turm im Köllnischen Park am Märkischen Museum im Berliner Ortsteil Mitte. Er ist der letzte erhaltene Teil der Berliner Verteidigungsanlagen, die der Große Kurfürst nach dem Dreißigjährigen Krieg in den Jahren 1662 bis 1683 erbauen ließ.

## Die Baere

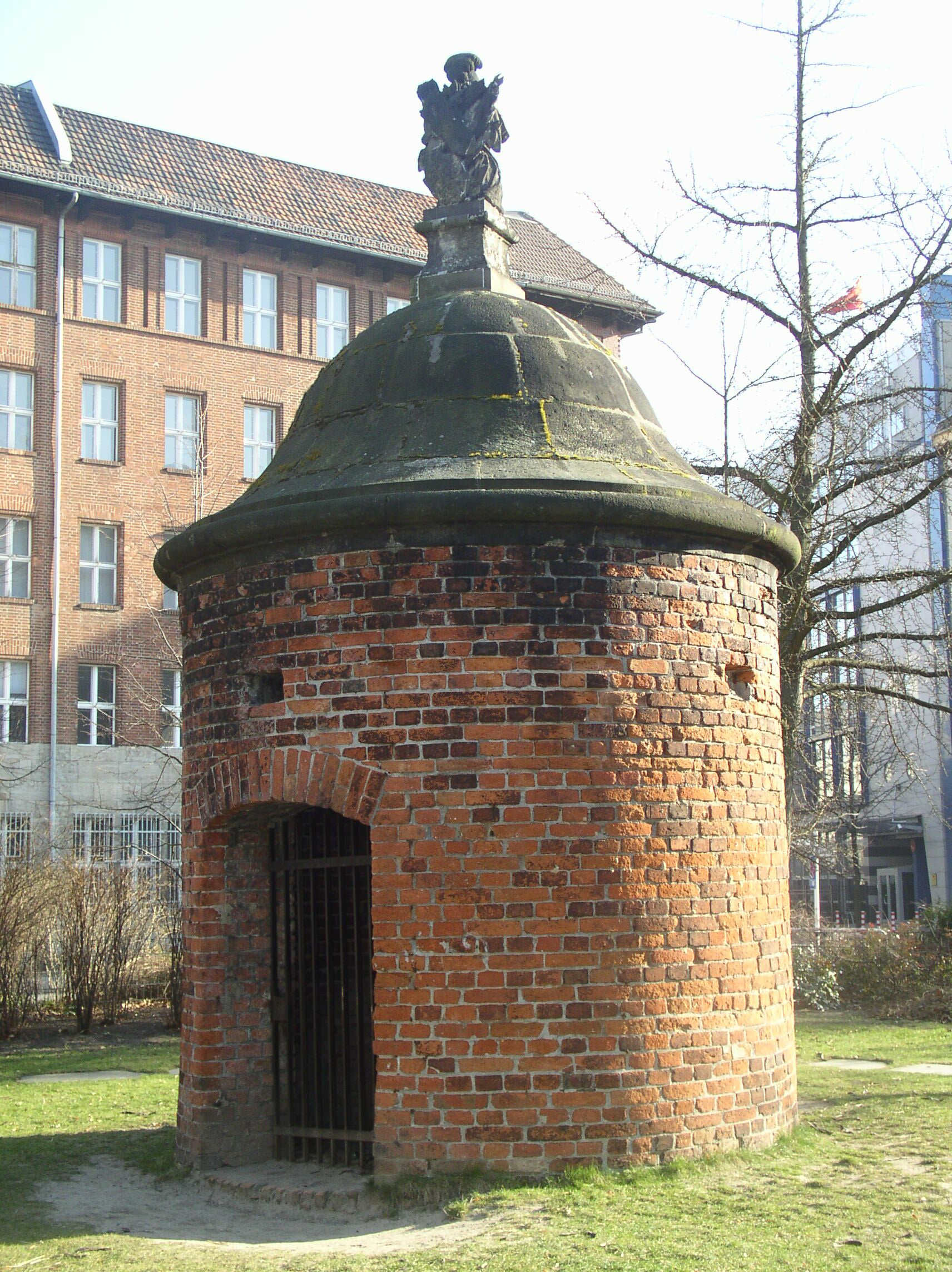
Wusterhausener Bär

Einen Teil der Verteidigung bildeten zwei Gräben, die die Stadt außerhalb der Festungsmauer umgaben. Sie zweigten von der Spree im Bereich der heutigen Jannowitzbrücke ab und vereinigten sich mit ihr wieder auf der Höhe des Bode-Museums. In jeden Graben wurden zwei Wehre eingebaut, um den Wasserstand zu regulieren, jeweils eines am Beginn und eines am Ende des Grabens. Diese Wehre hießen damals Baere, abgeleitet von dem lateinischen Wort berum („Wehr“). Drei dieser Baere wurden als massive Wehre gebaut, lediglich im Bereich des Königsgrabens an der Spandauer Brücke begnügte man sich mit einer einfachen Schleuse, um die Schifffahrt nicht zu behindern.
Die Wehre waren massiv gemauert und zwischen 2,50 und 7,50 Meter stark. Der Regulierung des Durchflusses mittels vertikal verstellbarer Schütze dienten schmale Durchlässe. Um das Wehr nicht als Brücke nutzbar zu machen, war die Oberseite des Wehres beidseitig abgeschrägt. Diese Schrägen erinnerten an den Rücken eines Esels, wodurch sich im Volksmund der Name Eselsrücken für die Wehrkante etablierte. Mitten auf das Wehr wurde zusätzlich ein runder Turm platziert, der auch eine Überquerung der Kante unmöglich machen sollte. Der Turm war so breit, dass ein Mensch ihn nicht umfassen konnte und so hoch, dass ein Überklettern unmöglich war. Gleichzeitig durfte er nicht so groß sein, dass bei seiner Zerstörung der Graben mit Trümmern ausgefüllt würde. Einer dieser Türme war der Wusterhausener Bär.

## Weitere Geschichte

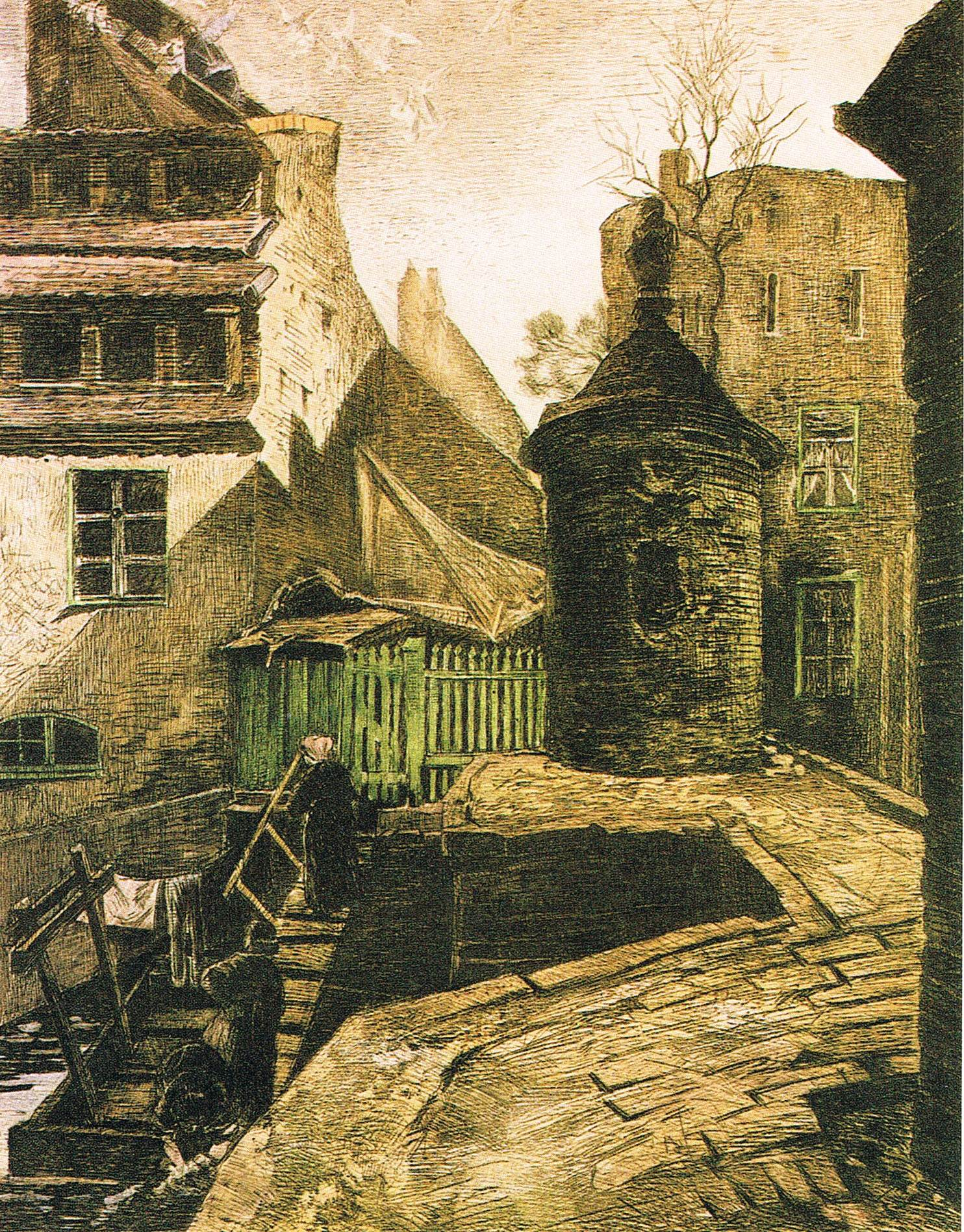
Der Wusterhausische Bär im Jahr 1877; kolorierte Radierung von Julius Jacob d. J.

Die Festung Berlin wurde niemals angegriffen und war bis zu den Besetzungen durch Österreicher und Russen während des Siebenjährigen Krieges 1757 und 1760 bereits bis auf wenige Reste zerstört. Durch das schnelle Wachstum der Bevölkerung der Stadt Berlin siedelte der größte Teil der Stadtbevölkerung zu dieser Zeit bereits außerhalb der ehemaligen Schutzmauern.
Die Wehre dienten weiterhin zur Regulierung des Wasserstandes, allerdings vor allem für die Wassermühlen, die als Antrieb für verschiedene Gewerbebetriebe benutzt wurden. Mit Ausnahme des Oberbärs wurden im Laufe der Jahre alle Wehre abgerissen. So musste der Unterbär des Königsgrabens einer Seidenfabrik weichen, der Unterbär des südlichen Kanals (auch bekannt als Grüner Kanal) diente einer Weißgerbermühle und wurde nach massiven Umbauten in diesem Bereich ebenfalls abgerissen. Die Mühle wurde an das Oberbär verlegt, das aufgrund seiner Lage an der Ausfallstraße nach Königs Wusterhausen den Namen Wusterhausener Bär erhielt.

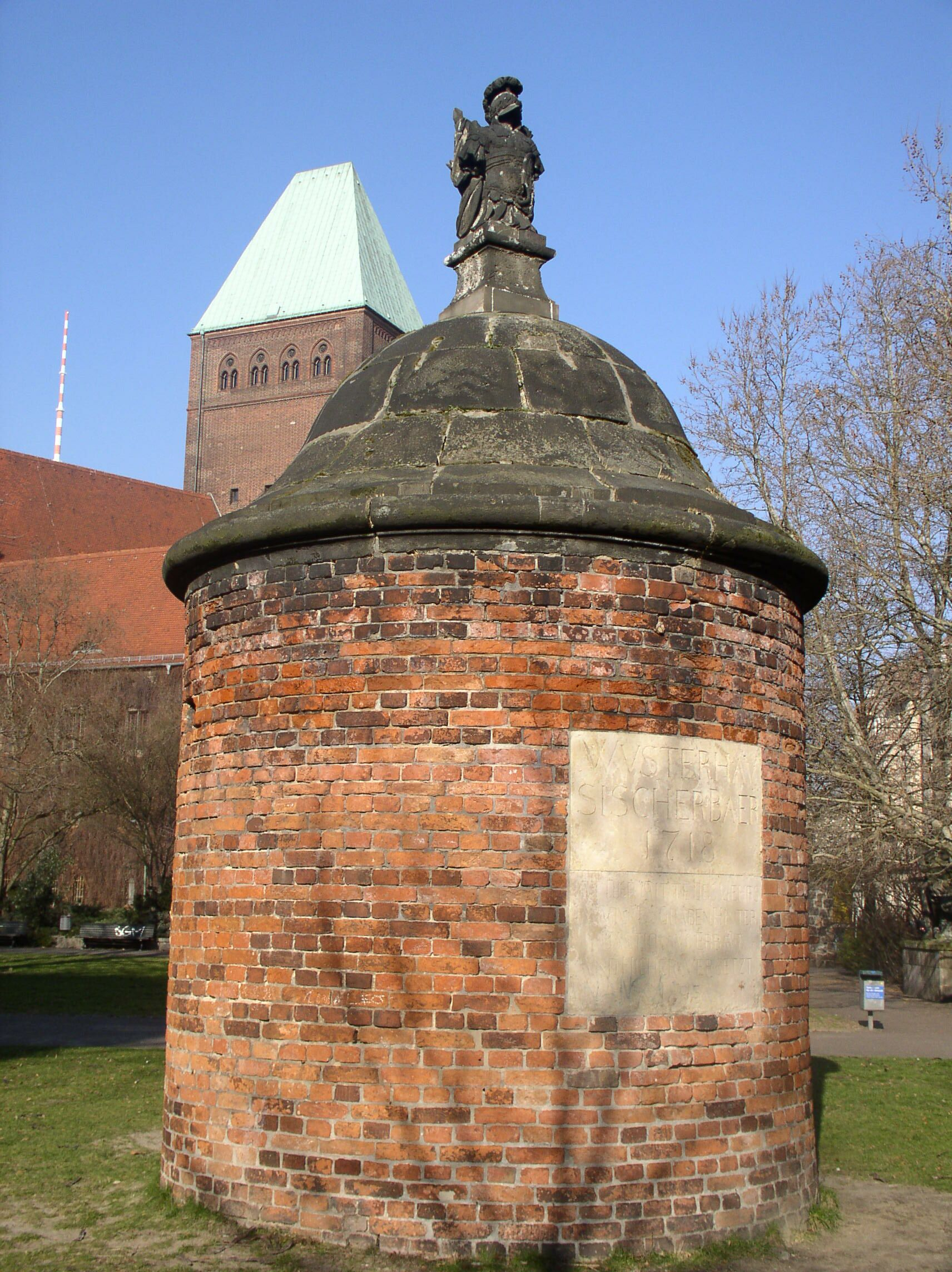
Wusterhausener Bär

Der Bär wurde mit der Zeit schadhaft. König Friedrich Wilhelm I. ließ ihn deshalb 1718 erneuern und mit einer kleinen Statue aus Sandstein krönen sowie mit einer Tafel mit folgender Inschrift versehen:
Das Land am Grünen Graben verschenkte er 1736 an den Grafen Truchsess zu Waldburg zur Anlage eines Gartens. Seine Erben verkauften den Garten an den preußischen Hofbankier und Großunternehmer David Splitgerber, der außerdem von König Friedrich II. das Gelände der Bastion VII, den heutigen Köllnischen Park, als Geschenk erhielt. Das Gesamtgelände ging später an die Loge der Freimaurer „Zu den Drei Weltkugeln“.
Der Grüne Graben wurde immer mehr eingeengt und zugeschüttet, bis auch das Wehr vollständig aufgefüllt war und der Wusterhausener Bär auf festem Grund eines Grundstücks an der Neuen Jakobstraße stand. Die letzten Teile des Grünen Grabens wurden 1883/1884 zugeschüttet und die Gebäude abgerissen. Auf Betreiben von Denkmalfreunden versetzte man den Turm 1893 in den Köllnischen Park, wo er bis heute steht, ausgestattet mit einer erweiterten Tafel: